# Krister Kristensson
Krister Kristensson (Malmo, 25 de julho de 1942 – 29 de janeiro de 2023) foi um futebolista e treinador sueco que atuava como zagueiro.

## Carreira
Kristensson competiu na Copa do Mundo de 1970, sediada no México, na qual a seleção de seu país terminou na nona colocação dentre os 16 participantes.

## Morte
Kristensson morreu em 29 de janeiro de 2023, aos 80 anos.